# 유닉스 계열

유닉스 계열(Unix-like)과 유닉스(Unix) 운영 체제의 관계도

유닉스 계열(Unix-like)은 '유닉스와 비슷하면서 유닉스가 아니다'는 뜻으로, 유닉스(UNIX)와는 별개의 용어이다. 유닉스가 아님에도 기능적으로 유닉스 규격에 호환되어 유닉스의 대체품으로 쓸 수 있는, 유닉스와 비슷한 운영 체제를 말한다. 대표적으로는 리눅스가 있다. 유닉스계열은 UNIX(유닉스) 글자를 일부 가림처리하는 방식으로 만들어낸 조어 UN*X 또는 *nix라고 부르기도 하는데, 이 경우 멸시나 조롱의 뜻으로도 쓰인다.
유닉스계열(Unix-like)은 유닉스가 아니라는 뜻임에도, 넓은 의미로는 유닉스 상표를 허가받은 IBM의 z/OS 운영체제마저도 포함한다. 이 용어에 대한 표준이 공식적으로 정의된 바는 없으며, '상표 유닉스'가 유닉스(UNIX)인가 유닉스계열(Unix-like)인가에 대해선 일부 의견차가 있다.
리눅스는 UNIX가 아니기에, 리눅스재단에서도 UNIX 표기는 쓰지 않으며, 소스코드또한 유닉스와 별개이기에 리눅스 운영체제는 항상 Unix-like로 분류된다.
애플의 macOS는 유닉스 운영체제이기에 Unix-like가 아니라 항상 UNIX로 분류된다.

## 역사

유닉스(Unix)와 유닉스계열(Unix-like) 운영 체제의 역사를 단순화하여 나타낸 그림

유닉스 계열 운영 체제는 1970년대 말에서 1980년대 초에 등장하기 시작하였다. Idris (1978년), UNOS (1982년) Coherent (1983년), 유니플렉스 (1985년)와 같은 수많은 사유 버전들이 그 예이다.

## 분류
유닉스를 제작한 사람들 가운데 한 명인 데니스 리치는 "많은 사용자가 리눅스를 유닉스라고 생각하지만 상표적으로는 유닉스라고 언급되지 않는다"고 설명하였다.
에릭 레이먼드와 랍 랭글리(Rob Langley)는 넓은 의미로는 UNIX(유닉스)에는 유전적 유닉스, 상표 유닉스 2종류가 있다고 언급하였으며, 학술적으로 엄밀한 의미로 UNIX(유닉스)라 부를 수 있는 운영체제는 소스코드를 이어받은 유전적 유닉스뿐이라고 설명하면서 리눅스는 유전적 유닉스가 아니며, 상표 유닉스도 아님을 밝혔다.
UNIX(유닉스)라는 용어를 상표 유닉스와 구분하여 보다 엄격하게 적용하는 컴퓨터 역사가들은, 최초의 유닉스 운영체제인 AT&T의 Bell Labs Unix의 소스코드와 구조디자인을 이어받은 운영체제만을 유닉스로 인정하면서 상표적 유닉스와의 혼동을 피하기 위해 유전적 유닉스라는 명칭을 사용한다.
리눅스 운영 체제는 기능적 유닉스로서 유닉스 계열에 포함되는 것으로, 유전적 유닉스가 아니며, 상표 유닉스도 아니다.

### 유전적 유닉스
유전적 유닉스(genetic Unix)는 최초의 유닉스 운영체제인 AT&T의 Bell Labs Unix 코드베이스(codebase)에 역사적 연관을 갖기에 구조 디자인이 동일한 유닉스 운영 체제이다.
최초의 유닉스의 소스 코드를 이어받아 발전되어온 BSD가 대표적으로 이에 포함된다. 더 나은 소스코드로 발전되며 교체되어 왔기에 오늘날 BSD에는 과거 AT&T의 구식 소스 코드는 더 이상 쓰이지 않아 AT&T의 코드는 현재 BSD에서 완전히 없어졌으나, 운영체제 구조 디자인은 유지되고 있다.
BSD는 구조적으로 유닉스에 해당하나, 상업적인 상표권리가 없는 경우 UNIX가 아닌 Unix-like로 분류된다. UNIX 상표권리가 없는 이유로 Unix-like 표기하는 것으로, 유전적 유닉스가 상표권이 있는 경우 Unix-like가 아니라 항상 UNIX로 분류된다. 구조적으로도 법률적으로도 완전한 유닉스 운영체제이다.
애플의 macOS는 BSD기반의 유전적 유닉스이며, 동시에 유닉스 상표권도 보유하여 유닉스 표준을 만든 The Open Group의 UNIX 인증을 받은 유닉스 운영체제이다. 때문에 macOS는 Unix-like가 아니라 UNIX로 표기되며, 그렇기에 애플의 공식홈페이지에서 macOS를 UNIX로 서술하는 것이다. "macOS combines a proven UNIX foundation with the easy-to-use Mac interface to bring industrial-strength computing to the desktop."
유닉스 제품 중 애플 macOS는 현존하는 유일한 개인컴퓨터용 유닉스 운영체제이며, 다른 제품은 모두 서버용 제품이다.

### 상표 유닉스
상표 유닉스(trademark Unix)는 오픈 그룹이 만든 단일 유닉스 규격을 충족하여 UNIX라는 명칭을 사용할 수 있도록 라이센스를 취득한 운영체제이다.
단일 유닉스 규격 사양에 호환되며 상표 라이센스도 있으나, 별도로 운영체제 개발이 이뤄졌기에 구조가 유닉스와 상이한 운영체제의 경우에 해당된다.
대표적으로, IBM의 z/OS (OS/390), 중국기업 Inspur의 Inspur K-UX 그리고 중국기업 화웨이의 EulerOS가 있다. 소스 코드는 독자적으로 만들어졌으나, 'UNIX'란 이름을 사용하도록 허용받고 있다.
z/OS, Inspur K-UX, EulerOS 등 모든 상표 유닉스는 상업적인 유닉스 상표권리는 있으나, 구조가 유전적 유닉스와 다르기에, UNIX로 분류할지 Unix-like로 분류할 지 견해차이가 있다. 상업시장에서는 라이센스 권리가 있기에 UNIX라는 분류로 정식 판매되고 있으며, 컴퓨터 역사학자들은 상표 유닉스를 Unix가 아니라 Unix-like로 분류한다.
특히, 중국기업 화웨이의 EulerOS는 리눅스 운영체제로 유닉스 규격에 호환되는 리눅스이며 동시에 상표 유닉스이다.

### 기능적 유닉스
기능적 유닉스(functional Unix)는 유전적 유닉스, 상표 유닉스 어느쪽에도 해당하지 않으며, 단일 유닉스 규격에서 유닉스의 대체품으로 사용 가능한 시스템을 일컫는다.
대표적으로 리눅스와 미닉스가 있으며, 리눅스는 유전적 유닉스와 구조디자인이 다르다. 소스코드가 별개이기에 보안성은 동일하지 않으며, 별도의 보안 취약점을 가진다.
유닉스(UNIX) 운영체제의 소스 코드와 어떠한 연관성 없이 자체적으로 만들어진 운영 체제들이며, 상표 유닉스와 달리 UNIX 명칭을 사용하도록 인증을 받은 것도 아니다. 하지만 Unix처럼 작동하며 Unix의 대체품으로 사용할 수 있다.
기능적 유닉스는 구조가 유닉스와는 상이하며, 상표권리도 없기에 항상 Unix-like로 분류된다.

## 호환 계층
유닉스 계열이 아닌 일부 운영 체제는 유닉스 계열 기능을 어느 정도 지원하는 유닉스 계열 호환성 계층을 제공한다.
- IBM의 z/OS의 POSIX 호환성 계층은 상표 유닉스로서 충분한 역할을 한다.
- 시그윈은 상당히 완전한 GNU 환경을 제공한다.
- 인테릭스는 윈도우 NT 하부 시스템으로서 유닉스 계열 기능을 제공한다.
- BeOS는 그래픽 사용자 인터페이스 상에서 유닉스 셸을 실행하는 터미널을 지원한다.

## 같이 보기
- BSD
- 리눅스 배포판